# Sasunaga bistriga
Sasunaga bistriga là một loài bướm đêm trong họ Noctuidae.